# Єлшанка (Ульяновський район)
Єлшанка (рос. Елшанка) — село в Ульяновському районі Ульяновської області Російської Федерації.
Населення становить 1151 особу. Входить до складу муніципального утворення Большеключищенське сільське поселення.

## Історія
Від 2004 року входить до складу муніципального утворення Большеключищенське сільське поселення.

## Населення
| 2010 | 2013  | 2015  |
| ---- | ----- | ----- |
| 1046 | ↗1140 | ↗1151 |